# EUFOR Tchad/RCA

Logo da EUFOR Tchad/RCA

A Força da União Europeia no Chade e na República Centro-Africana, comumente referida como EUFOR Tchad/RCA, foi a missão da União Europeia no Chade e na República Centro-Africana, autorizada no final de 2007.  A EUFOR Tchad/RCA foi mandatada sob a mesma resolução do Conselho de Segurança das Nações Unidas que autorizou a MINURCAT, uma força da ONU encarregada de treinar a polícia e melhorar a infra-estrutura judicial. 